# Ctiboř (district de Benešov)
Pour les articles homonymes, voir Ctiboř.
Ctiboř (en allemand : Ztiborsch) est une commune du district de Benešov, dans la région de Bohême-Centrale, en Tchéquie. Sa population s'élevait à 150 habitants en 2020.

## Géographie
Ctiboř se trouve à 4 km au nord de Vlašim, à 17 km à l'est-sud-est de Benešov et à 51 km au sud-sud-est de Prague.
La commune est limitée par Libež au nord, par Tehov et Kladruby à l'est, par Pavlovice et Vlašim au sud et au sud-ouest, et par Radošovice au nord-ouest.

## Histoire
La première mention écrite de la localité date de 1408.

## Galerie

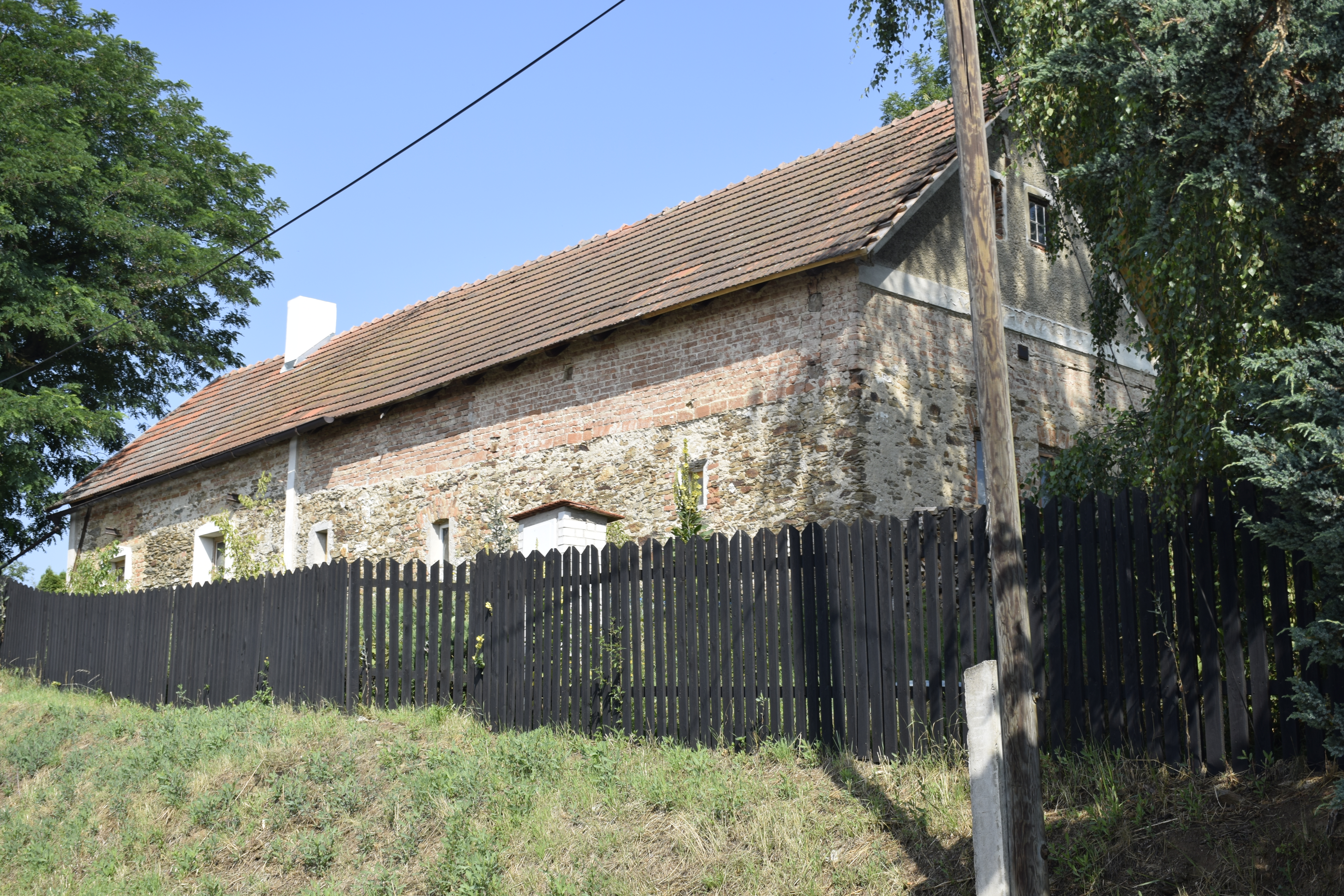
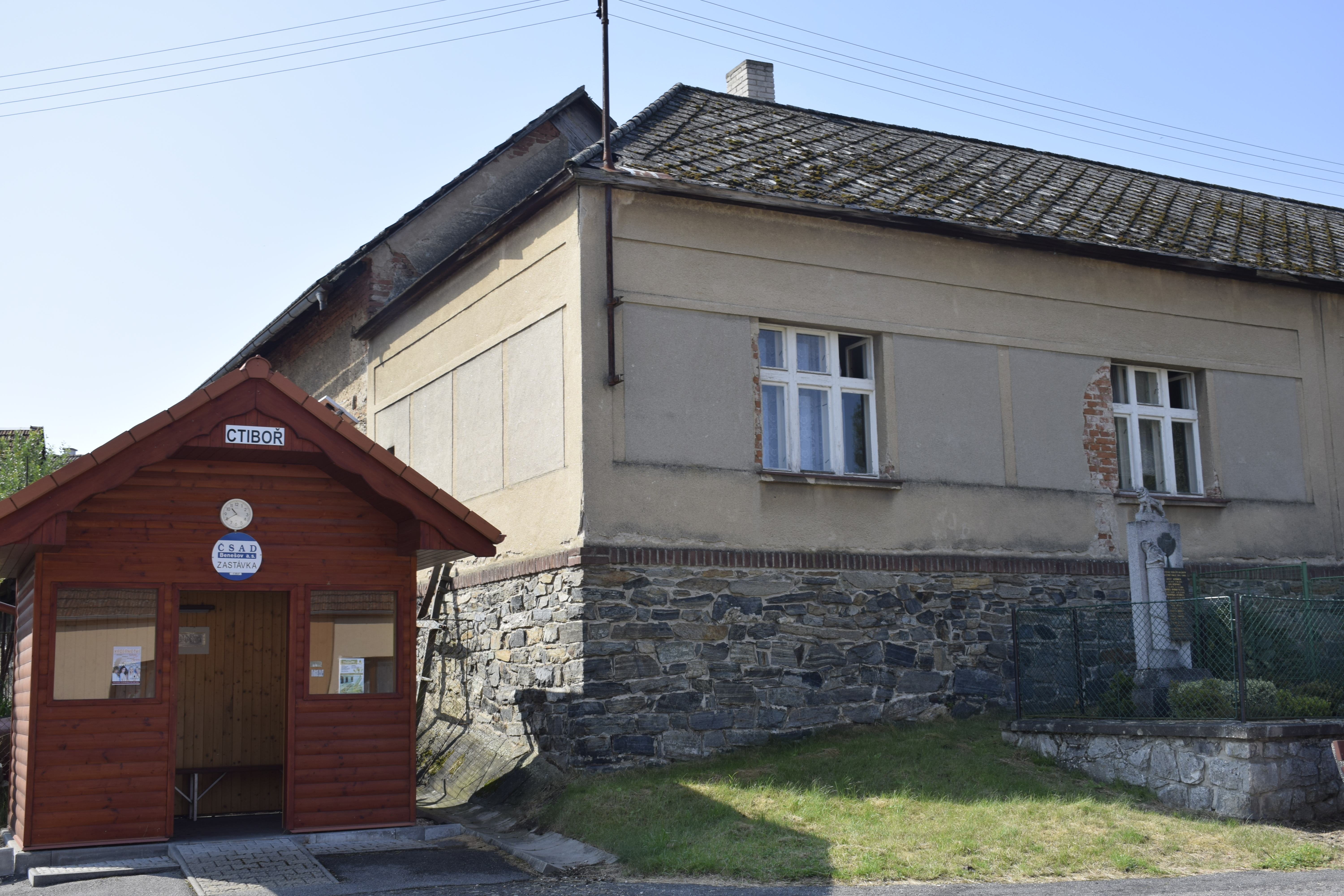
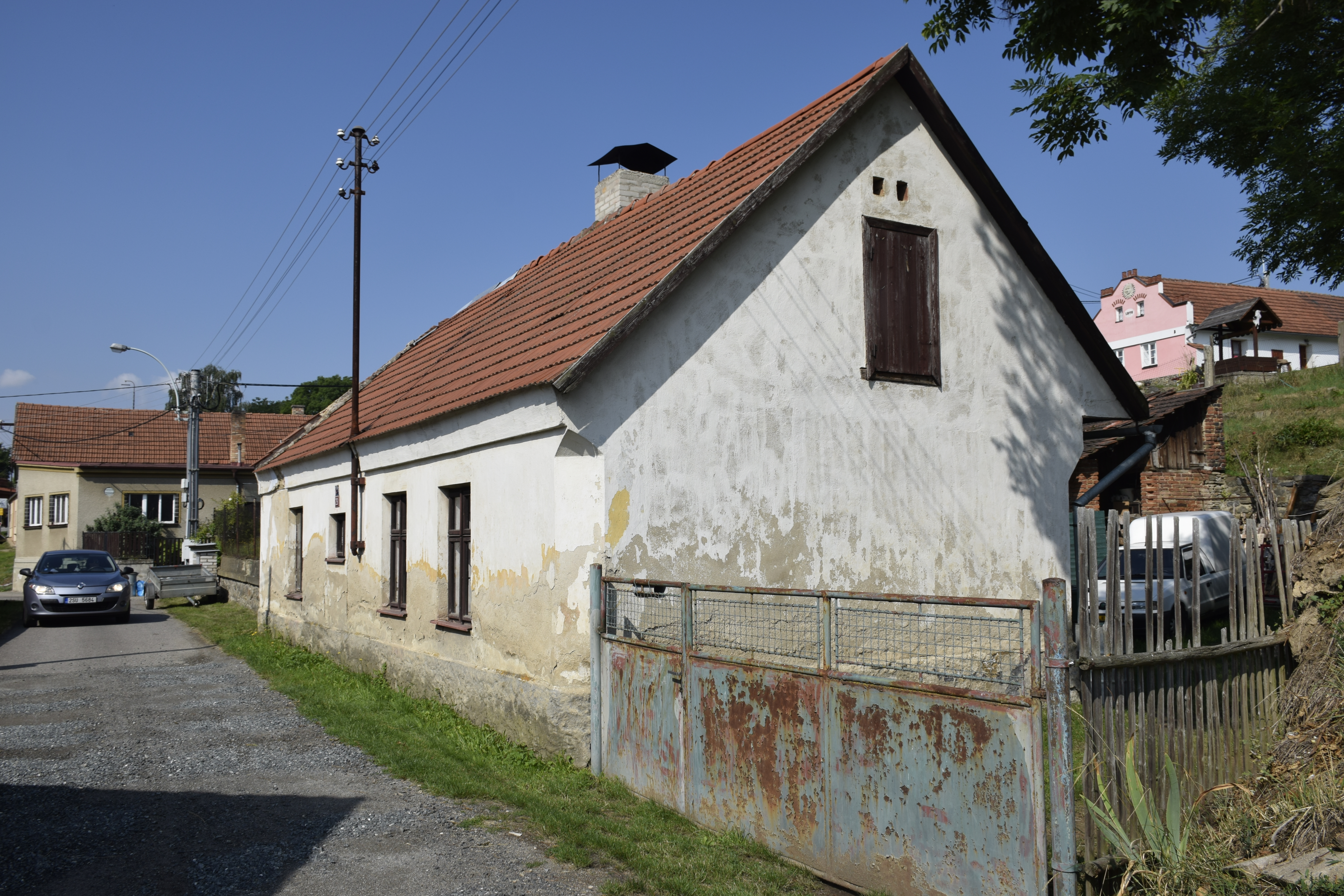
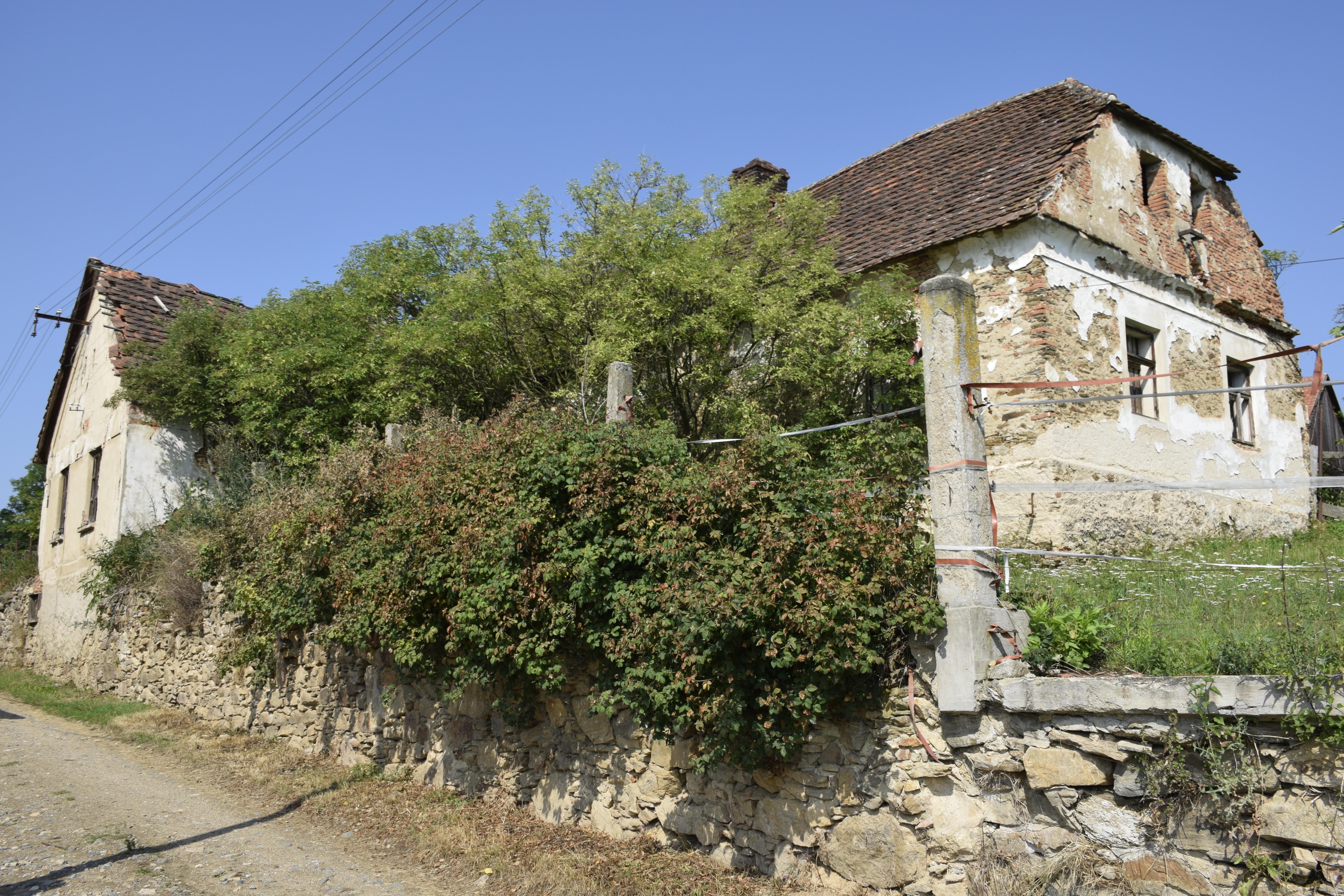